# Horacio Carbonari
Horacio Carbonari (ur. 2 maja 1974 w Santa Teresa) – argentyński piłkarz, obrońca.

## Kariera sportowa
Carbonari rozpoczął zawodową karierę w argentyńskim Rosario Central, gdzie zadebiutował w 1993. W 1995 roku wraz ze swoim klubem zdobył Copa Conmebol (obecna nazwa Copa Sudamericana), strzelając w tych rozgrywkach 4 gole.
Latem 1998 roku podpisał kontrakt wart 3 mln £ z Derby County. W tym okresie uzyskał także drugie obywatelstwo – włoskie. W Derby rozegrał dziewięćdziesiąt meczów, strzelając dziewięć goli. W 2000 roku został wypożyczony na miesiąc do klubu Coventry City, gdzie wystąpił w pięciu spotkaniach.
Po zakończeniu gry w Europie wrócił do Rosario Central, z którym zakwalifikował się do rozgrywek Copa Libertadores, lecz kontuzja wyłączyła go z gry do końca sezonu. Po zakończeniu sezonu 2004-2005 podjął decyzję o zakończeniu kariery.
W sezonie 2006/07 został generalnym menedżerem klubu Rosario Central.